# 波尔塔瓦
波尔塔瓦（羅馬化：Poltava）是乌克兰波尔塔瓦州的首府及波爾塔瓦區的行政中心，人口283,402人（2021年估计）。

## 历史
波尔塔瓦周边地区最早的定居者为罗斯人。他们最早在公元10世纪末建立了数座城镇以防御佩切涅格人的劫掠。13世纪末的史料西帕提亚编年史提及在今日波尔塔瓦的位置有一处建于1174年的定居点，名为“勒特瓦”（Lteva）。根据这本史书记载，1182年勇者伊戈尔在勒特瓦外击退前来劫掠的库曼人.。
1238～39年蒙古進襲羅斯期間，位處第聶伯中部包括勒特瓦在內的諸多城鎮，都被破壞。至14世紀中葉，該地域歸屬於基辅大公国，當期時其是立陶宛大公阿尔吉尔达斯臣下附庸。

### 文艺复兴时期
1430年，波尔塔瓦首次以其现代名称出现于史料上。根据记载，立陶宛大公维陶塔斯将波尔塔瓦城给予一名叫“莱克萨达”的鞑靼人酋长。此人率部自金帐汗国投奔立陶宛大公国，并于同年皈依基督教，改名为“亚历山大·格林斯基”。他的后代格林斯基家族世代统治波尔塔瓦直至1537年，彼时城主奥格拉菲娜·格林斯基将城主之位传给了她的女婿米哈伊尔·赫里布诺夫-拜布扎。在1569年卢布林联合后，波尔塔瓦成为波兰立陶宛联邦的一部分。1630年，该城的统治权被转让给波兰富豪巴索洛梅·奥鲍考斯基，1641年又被左岸乌克兰的权贵家族维斯诺维斯基家族收入囊中
1667年，波兰立陶宛联邦在第一次北方战争中败于俄罗斯，在战后的和约中波尔塔瓦作为左岸乌克兰的一部分被割让给俄罗斯。

## 名人
- 尼古拉·果戈理：帝俄烏克蘭裔作家
- 西蒙·彼得留拉，乌克兰独立领导人
- 伊万·帕斯克维奇，沙俄军事将领

## 图集

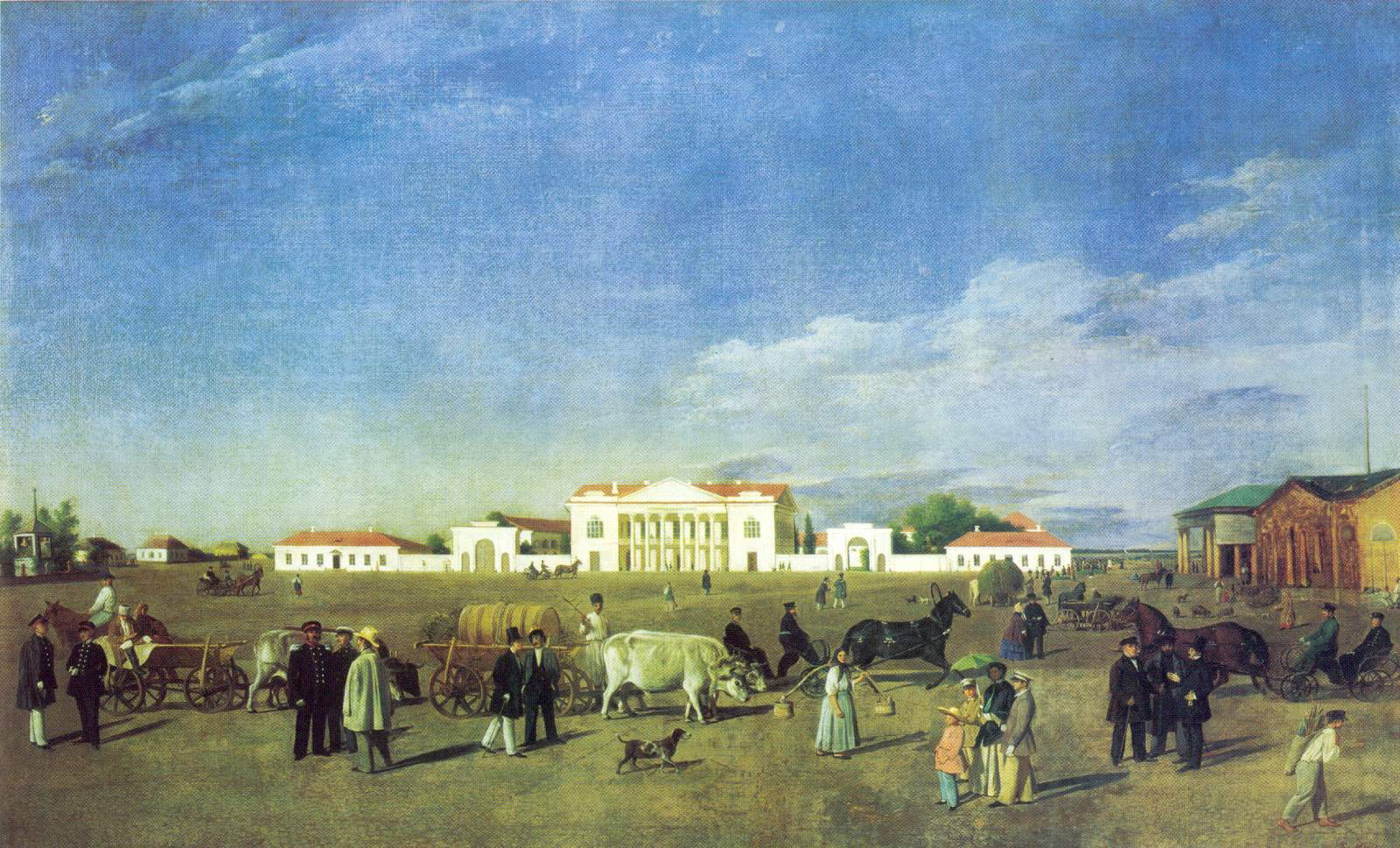
亚历山大广场（1850年）
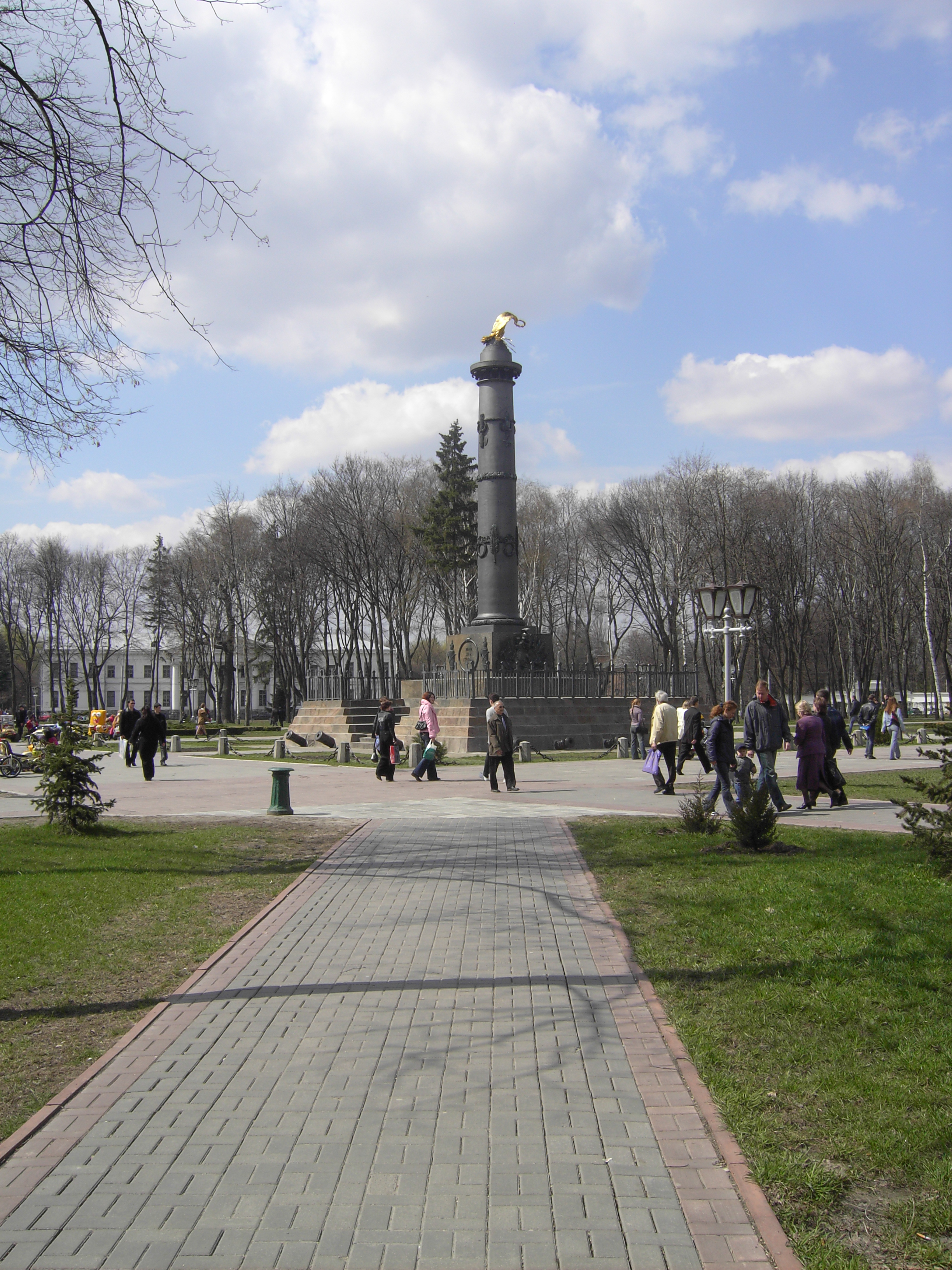
波爾塔瓦會戰纪念柱